# Englische Cricket-Nationalmannschaft in den West Indies in der Saison 2023/24
Die Tour der englischen Cricket-Nationalmannschaft in die West Indies in der Saison 2023/24 fand vom 3. bis zum 21. Dezember 2023 statt. Die internationale Cricket-Tour war Bestandteil der Internationalen Cricket-Saison 2023/24 und umfasste drei ODIs und fünf Twenty20s. Die West Indies gewannen die ODI-Serie mit 2–1 und die Twenty20-Serie mit 3−2.

## Vorgeschichte
Für beide Mannschaften war es die erste Tour der Saison. Das letzte Aufeinandertreffen der beiden Mannschaften bei einer Tour fand in der Saison 2021/22 in den West Indies statt.

## Stadien
Die folgenden Stadien wurden für die Tour als Austragungsort vorgesehen.
| Stadt        | Land                | Stadion                     | Kapazität | Spiele          |
| ------------ | ------------------- | --------------------------- | --------- | --------------- |
| Bridgetown   | Barbados            | Kensington Oval             | 11.000    | 3. ODI; 1. T20I |
| North Sound  | Antigua und Barbuda | Sir Vivian Richards Stadium | 10.000    | 1. & 2. ODI     |
| St. George’s | Grenada             | Grenada National Stadium    | 20.000    | 2. & 3. T20I    |
| Tarouba      | Trinidad und Tobago | Brian Lara Stadium          | 15.000    | 4. & 5. T20I    |

## Kaderlisten
England benannte seinen ODI- und Twenty20-Kader am 12. November 2023.
Die West Indies benannten ihren ODI-Kader am 20. November 2023 und ihren Twenty20-Kader am 9. Dezember 2023.
| ODI | ODI | Twenty20 | Twenty20 |
| West Indies | England | West Indies | England |
| --- | --- | --- | --- |
| - Shai Hope (K, wk) - Alzarri Joseph (VK) - Alick Athanaze - Yannic Cariah - Keacy Carty - Roston Chase - Shane Dowrich - Matthew Forde - Shimron Hetmyer - Brandon King - Gudakesh Motie - Kjorn Ottley - Sherfane Rutherford - Romario Shepherd - Oshane Thomas | - Jos Buttler (K, wk) - Rehan Ahmed - Gus Atkinson - Harry Brook - Brydon Carse - Zak Crawley - Sam Curran - Ben Duckett - Tom Hartley - Will Jacks - Liam Livingstone - Ollie Pope - Matthew Potts - Phil Salt (wk) - Josh Tongue - John Turner | - Rovman Powell (K) - Shai Hope (VK, wk) - Roston Chase - Matthew Forde - Shimron Hetmyer - Jason Holder - Akeal Hosein - Alzarri Joseph - Brandon King - Gudakesh Motie - Nicholas Pooran (wk) - Andre Russell - Sherfane Rutherford - Romario Shepherd | - Jos Buttler (K, wk) - Rehan Ahmed - Moeen Ali - Gus Atkinson - Harry Brook - Sam Curran - Ben Duckett - Will Jacks - Liam Livingstone - Tymal Mills - Adil Rashid - Phil Salt (wk) - Josh Tongue - Reece Topley - John Turner - Chris Woakes |

## One-Day Internationals

### Erstes ODI in North Sound
| 3. Dezember Scorecard | North Sound | England 325 (50)                  | – | West Indies 326-6 (48.5) |
|                       |             | West Indies gewinnt mit 4 Wickets |   |                          |

England gewann den Münzwurf und entschied sich als Schlagmannschaft zu beginnen. Für sie bildeten die Eröffnungs-Batter Phil Salt und Will jacks eine Partnerschaft. salt scheid nach 45 Runs aus und Jacks kurz darauf nach 26. Darauf folgten Zak Crawley und Ben Duckett. Duckett gelangen 20 Runs, woraufhin Harry Brook ins Spiel kam. Nachdem Crawley 48 Runs erzielte und Liam Livingstone 17 weitere, verlor auch Brook nach einem Fifty über 71 Runs sein Wicket. Daraufhin kamen Sam Curran und Brydon Carse ins Spiel. Curran erreichte 38 Runs und nachdem der hineinkommende Rehan Ahmed 12 Runs erzielte, beendete Carse das Inning sungeschlagen mit 31* Runs und erhöhte die Vorgabe für die West Indies auf 326 Runs. Beste Bowler der West Indies mit jeweils zwei Wickets waren Gudakesh Motie (für 49 Runs), Oshane Thomas (für 57 Runs) und Romario Shepherd (für 77 Runs). Für die west Indies begannen Alick Athanaze und Brandon King. Athanaze erzielte ein Fifty über 66 Runs und King 35. Ihnen folgte die Partnerschaft zwischen Keacy Carty und Shai Hope. Carty gelangen 16 Runs und der hineinkommende Shimron Hetmyer erzielte 32 und Romario Shepherd 48 Runs. Kurz darauf konnte Hope nach einem ungeschlagenen Century über 109 Runs aus 83 Bällen die Vorgabe einholen. Beste englische Bowler waren Rehan Ahmed mit 2 Wickets für 40 Runs und Gus Atrkinson mit 2 Wickets für 62 Runs. Als Spieler des Spiels wurde Shai Hope ausgezeichnet.

### Zweites ODI in North Sound
| 6. Dezember Scorecard | North Sound | West Indies 202 (39.4)        | – | England 206-4 (32.5) |
|                       |             | England gewinnt mit 6 Wickets |   |                      |

England gewann den Münzwurf und entschied sich als Feldmannschaft zu beginnen. Für die West Indies erzielte Eröffnungs-Batter Brandon King 17 Runs, bevor Shai Hope und Sherfane Rutherford eine Partnerschaft formten. Rutherford erzielte ein Fifty über 63 Runs und Hope ein weiteres über 68 Runs. Daraufhin bildeten Romario Shepherd und Alzarri Joseph eine Partnerschaft. Shepherd schied nach 19 Runs aus, während Joseph das letzte Wicket des Innings nach 14 Runs verlor und so die Vorgabe für England auf 203 Runs setzte. Beste englische Bowler waren Sam Curran mit 3 Wickers für 33 Runs und Liam Livingstone mit 3 Wickets für 39 Runs. Für England formten die Eröffnungs-Batter Phil Salt und Will Jacks eine Partnerschaft. Salt erreichte 21 Runs, woraufhin Harry Brook ins Spiel kam. Jacks schied nach einem Fifty über 73 runs aus und zusammen mit dem ihm Folgenden Jos Buttler konnte Brook dann die Vorgabe im 33. Over einholen. Buttler erzielte dabei ein Fifty über 58 Runs und Brook 43 Runs. Bester Bowler der West Indies war Gudakesh Motie mit 2 Wickets für 34 Runs. Als Spieler des Spiels wurde Sam Curran ausgezeichnet.

### Drittes ODI in Bridgetown
| 9. Dezember Scorecard | Bridgetown | England 206-9 (40/40)                          | – | West Indies 191-6 (31.4/34) |
|                       |            | West Indies gewinnt mit 4 Wickets (D/L method) |   |                             |

Auf Grund von Regenfällen konnte die Partie nur verspätet gestartet werden. Die West Indies gewannen den Münzwurf und entscheiden sich als Feldmannschaft zu beginnen. Für England bildete Eröffnungs-Batter Will Jacks zusammen mit dem vierten Schlagmann Ben Duckett eine Partnerschaft. Jacks erreichte 17 Runs und Duckett fand mit Liam Livingstone einen weiteren Partner, bevor er nach einem Fifty über 71 Runs ausschied. Livingstone verlor sein Wicket kurz darauf nach 45 Runs, woraufhin Sam Curran und Rehan Ahmed eine Partnerschaft formten. Ahmed erreichte 15 Runs und Curran 12 weitere, bevor Gus Atkinson und Matthew Potts bis zum Ende des Innings die Vorgabe für die West Indies auf 188 Runs aus 34 Overn erhöhen konnten. Atkinson erreichte dabei 20* Runs und Potts 15*. Beste Bowler der West Indies waren Matthew Forde mit 3 Wickets für 29 Runs und Alzarri Joseph mit 3 Wickets für 61 Runs. Nach weiteren Regenfällen bildete für die West Indies Eröffnungs-Batter Alick Athanaze mit dem dritten Schlagmann Keacy Carty eine Partnerschaft. Athanaze scheid nach 45 Runs aus und der ihm folgende Shai Hope erzielte 15 und Shimron Hetmyer 12 Runs. Daraufhin kam Romario Shepherd ins Spiel und nachdem Carty nach einem Fifty über 50 Runs ausschied, konnte Shephard zusammen mit Matthew Forde die Vorgabe im 32. Over einholen. Shephard erzielte dabei 41 und Forde 13* Runs. Bester englischer Bowler war Will Jacks mit 3 Wickets für 22 Runs. Als Spieler des Spiels wurde Matthew Forde ausgezeichnet.

## Twenty20 Internationals

### Erstes Twenty20 in Bridgetown
| 12. Dezember Scorecard | Bridgetown | England 171 (19.3)                | – | West Indies 172-6 (18.1) |
|                        |            | West Indies gewinnt mit 4 Wickets |   |                          |

Die West Indies gewannen den Münzwurf und entscheiden sich als Feldmannschaft zu beginnen. Als Spieler des Spiels wurde Andre Russell ausgezeichnet.

### Zweites Twenty20 in St. George’s
| 14. Dezember Scorecard | St. George’s | West Indies 176-7 (20)          | – | England 166-7 (20) |
|                        |              | West Indies gewinnt mit 10 Runs |   |                    |

England gewann den Münzwurf und entscheiden sich als Feldmannschaft zu beginnen. Als Spieler des Spiels wurde Brandon King ausgezeichnet.

### Drittes Twenty20 in St. George’s
| 16. Dezember Scorecard | St. George’s | West Indies 222-6 (20)        | – | England 226-3 (19.5) |
|                        |              | England gewinnt mit 7 Wickets |   |                      |

England gewann den Münzwurf und entscheiden sich als Feldmannschaft zu beginnen. Als Spieler des Spiels wurde Phil Salt ausgezeichnet.

### Viertes Twenty20 in Tarouba
| 19. Dezember Scorecard | Tarouba | England 267-3 (20)          | – | West Indies 192 (15.3) |
|                        |         | England gewinnt mit 75 Runs |   |                        |

Die West Indies gewannen den Münzwurf und entschieden sich als Feldmannschaft zu beginnen. Als Spieler des Spiels wurde Phil Salt ausgezeichnet.

### Fünftes Twenty20 in Tarouba
| 21. Dezember Scorecard | Tarouba | England 132 (19.3)                | – | West Indies 133-6 (19.2) |
|                        |         | West indies gewinnt mit 4 Wickets |   |                          |

Die West Indies gewannen den Münzwurf und entschieden sich als Feldmannschaft zu beginnen. Als Spieler des Spiels wurde Gudakesh Motie ausgezeichnet.

## Auszeichnungen

### Player of the Series
Als Player of the Series wurden der folgende Spieler ausgezeichnet.
| Serie   | Player of the Series |
| ------- | -------------------- |
| ODI     | Shai Hope            |
| Tweny20 | Phil Salt            |

### Player of the Match
Als Player of the Match wurden die folgenden Spieler ausgezeichnet.
| Spiel       | Player of the Match |
| ----------- | ------------------- |
| 1. ODI      | Shai Hope           |
| 2. ODI      | Sam Curran          |
| 3. ODI      | Matthew Forde       |
| 1. Twenty20 | Andre Russell       |
| 2. Twenty20 | Brandon King        |
| 3. Twenty20 | Phil Salt           |
| 4. Twenty20 | Phil Salt           |
| 5. Twenty20 | Gudakesh Motie      |